# アカデミー短編アニメ賞
アカデミー短編アニメ賞（アカデミーたんぺんアニメしょう、Academy Award for Animated Short Film）はアカデミー賞の部門の一つで、その年アメリカで上映されたもっとも優れた短編アニメーション映画に与えられる。1932年の第5回アカデミー賞（1931年から1932年の作品が対象）から始まった。

## 呼称の変遷
- 1932年から1970年は、"Short subjects, cartoons"
- 1971年から1973年は、"Short subjects, animated films"
- 1974年以降は、表題の"Academy Award for Animated Short Film"

## 受賞作とノミネート作の一覧
太字が受賞作、そのほかはノミネート作。
賞の名称 Short Subjects (Cartoons) の時のもの

### 1930年代
第5回アカデミー賞（1931年-1932年）
- 花と木 (Flowers and Trees) - シリー・シンフォニーシリーズ、ウォルト・ディズニー・プロダクション/ユナイテッド・アーティスツ - プロデューサー ウォルト・ディズニー - 監督 バート・ジレット
- ネズ公合戦の巻 (It's Got Me Again!) - メリー・メロディーズ シリーズ、ハーマン・アイジング・スタジオ/ワーナー・ブラザース - プロデューサー ヒュー・ハーマン、ルドルフ・アイジング、レオン・シュレジンガー - 監督 ルドルフ・アイジング
- ミッキーの子沢山 (Mickey's Orphans) - ミッキーマウスの短編映画シリーズ、ウォルト・ディズニー・プロダクション/ユナイテッド・アーティスツ - プロデューサー ウォルト・ディズニー - 監督 デイヴィッド・ハンド

第6回アカデミー賞（1932年-1933年）
- 三匹の子ぶた (The Three Little Pigs) - シリー・シンフォニーシリーズ、ウォルト・ディズニー・プロダクション/ユナイテッド・アーティスツ - プロデューサー ウォルト・ディズニー - 監督 バート・ジレット
- ミッキーの摩天楼狂笑曲 (Building a Building) - ミッキーマウスの短編映画シリーズ、ウォルト・ディズニー・プロダクション/ユナイテッド・アーティスツ - プロデューサー ウォルト・ディズニー - 監督 デイヴィッド・ハンド
- The Merry Old Soul - オズワルド・ザ・ラッキー・ラビット シリーズ、プロデューサー/監督 ウォルター・ランツ

第7回アカデミー賞（1934年）
- うさぎとかめ (The Tortoise and the Hare) - シリー・シンフォニーシリーズ、ウォルト・ディズニー・プロダクション/ユナイテッド・アーティスツ - プロデューサー ウォルト・ディズニー - 監督 ウィルフレッド・ジャクソン
- Holiday Land - カラー・ラプソディーズシリーズ、スクリーン ジェムズ/コロムビア映画 - プロデューサー チャールズ・ミンツ
- Jolly Little Elves - Cartune Classicsシリーズ、ユニバーサル映画 - プロデューサー/監督 ウォルター・ランツ

第8回アカデミー賞（1935年）
- 三匹の親なし子ねこ (Three Orphan Kittens) - シリー・シンフォニーシリーズ、ウォルト・ディズニー・プロダクション/ユナイテッド・アーティスツ - プロデューサー ウォルト・ディズニー - 監督 デイヴィッド・ハンド
- タン吉の怪獣退治 (The Calico Dragon) - ハッピー・ハーモニーズシリーズ、ハーマン=アイジング・スタジオ/メトロ・ゴールドウィン・メイヤー - プロデューサー ヒュー・ハーマン、ルドルフ・アイジング - 監督 ルドルフ・アイジング
- 誰がコック・ロビンを殺したの? (Who Killed Cock Robin?) - シリー・シンフォニーシリーズ、ウォルト・ディズニー・プロダクション/ユナイテッド・アーティスツ - プロデューサー ウォルト・ディズニー - 監督 デイヴィッド・ハンド

第9回アカデミー賞（1936年）
- 田舎のネズミ (The Country Cousin) - シリー・シンフォニーシリーズ、ウォルト・ディズニー・プロダクション/ユナイテッド・アーティスツ - プロデューサー ウォルト・ディズニー - 監督 デイヴィッド・ハンド & ウィルフレッド・ジャクソン
- カエルのお祭り- ハッピー・ハーモニーズ シリーズ、ハーマン・アイジング・ピクチャーズ/メトロ・ゴールドウィン・メイヤー - プロデューサー ヒュー・ハーマン & ルドルフ・アイジング - 監督 ルドルフ・アイジング
- 船乗りシンドバッドの冒険 (Popeye the Sailor Meets Sindbad the Sailor) - ポパイ カラー・シリーズ、フライシャー・スタジオ/パラマウント映画 - プロデューサー マックス・フライシャー - 監督 デイヴ・フライシャー

第10回アカデミー賞（1937年）
- 風車小屋のシンフォニー　(The Old Mill) - シリー・シンフォニーシリーズ、ウォルト・ディズニー・プロダクション/RKO Radio Pictures - プロデューサー ウォルト・ディズニー - 監督 ウィルフレッド・ジャクソン
- Educated Fish - Color Classicsシリーズ、フライシャー・スタジオ/パラマウント映画 - プロデューサー マックス・フライシャー - 監督 デイヴ・フライシャー
- マッチ売りの少女 (The Little Match Girl) - カラー・ラプソディーズシリーズ、スクリーン・ジェムズ/コロムビア映画 - プロデューサー チャールズ・ミンツ - 監督 アーサー・デーヴィス & シド・マーカス

第11回アカデミー賞（1938年）
- 牡牛のフェルディナンド (Ferdinand the Bull)- スペシャル・シリーズ、ウォルト・ディズニー・プロダクション/RKO - プロデューサー ウォルト・ディズニー - 監督 ディック・リチャード(Dick Rickard)
- ミッキーの巨人退治 (The Brave Little Tailor) - ミッキーマウスの短編映画シリーズ、ウォルト・ディズニー・プロダクション/RKO - プロデューサー ウォルト・ディズニー - 監督 バート・ジレット
- ハリウッドのマザーグース (Mother Goose Goes Hollywood、『マザーグース、ハリウッドへ行く』の別題あり) - シリー・シンフォニーシリーズ、ウォルト・ディズニー・プロダクション/RKO - プロデューサー ウォルト・ディズニー - 監督 ウィルフレッド・ジャクソン
- ドナルドの少年団長 (Good Scouts) - ドナルドダックの短編映画シリーズ、ウォルト・ディズニー・プロダクション/RKO - プロデューサー ウォルト・ディズニー - 監督 ジャック・キング(Jack King)
- Hunky and Spunky - カラー・クラシックスシリーズ - フライシャー・スタジオ/パラマウント映画 - プロデューサー マックス・フライシャー - 監督 デイブ・フライシャー

第12回アカデミー賞（1939年）
- みにくいあひるの子 (The Ugly Duckling) - シリー・シンフォニーシリーズ、ウォルト・ディズニー・プロダクション/RKO - プロデューサー ウォルト・ディズニー - 監督 ジャック・カッティング(Jack Cutting)
- Detouring America -メリー・メロディーズシリーズ、ワーナー・ブラザース - プロデューサー レオン・シュレジンジャー - 監督 テックス・アヴェリー
- 動物たちの国づくり (Peace on Earth) - Metro-Goldwyn-Mayer、プロデューサー フレッド・クインビー & ヒュー・ハーマン - 監督 ヒュー・ハーマン
- ミッキーの狩りは楽し (The Pointer) - ミッキーマウス・シリーズ、ウォルト・ディズニー・プロダクション/RKO - プロデューサー ウォルト・ディズニー - 監督 Clyde Geronimi

### 1940年代
第13回アカデミー賞（1940年）
- ネコたちの風船旅行 (The Milky Way) - メトロ・ゴールドウィン・メイヤー、プロデューサー フレッド・クインビー - 監督 ルドルフ・アイジング
- 上には上がある (Puss Gets the Boot) -トムとジェリー- メトロ・ゴールドウィン・メイヤー、プロデューサー ルドルフ・アイジング, フレッド・クインビー - 監督 ジョセフ・バーベラ、ウィリアム・ハンナ、ルドルフ・アイジング
- 野生のバニー (A Wild Hare)メリー・メロディズ - ワーナー・ブラザーズ - レオン・シュレジンジャー プロデューサー - 監督 テックス・アヴェリー

第14回アカデミー賞（1941年）
- プルートのなやみ (Lend a Paw) プルートシリーズ- ウォルト・ディズニー・ピクチャーズ - プロデューサー ウォルト・ディズニー - 監督 クライド・ジェロニミ
- Boogie Woogie Bugle Boy of Company B - ウォルター・ランツ・プロダクションズ、プロデューサー・監督 ウォルター・ランツ(Walter Lantz)
- Hiawatha's Rabbit Hunt -メリー・メロディズ- ワーナー・ブラザーズ -プロデューサー レオン・シュレジンジャー - 監督 フリッツ・フレレング
- How War Came (Raymond Gram Swing Series) - コロムビア映画配給 - 監督 ポール・フェンネル
- メリー・クリスマス  (The Night Before Christmas、)--トムとジェリー- メトロ・ゴールドウィン・メイヤー、プロデューサー フレッド・クインビー - 監督 ジョセフ・バーベラ、ウィリアム・ハンナ
- Rhapsody in Rivets-ルーニーテューンズ - ワーナー・ブラザーズ - プロデューサー レオン・シュレジンジャー - 監督 フリッツ・フレレング
- バーニーのずっこけ兵隊(The Rookie Bear )--クマのバーニー- メトロ・ゴールドウィン・メイヤー - プロデューサー フレッド・クインビー - 監督 ルドルフ・アイジング
- Rhythm in the Ranks - パラマウント映画 (George Pal Puppetoon Series) - プロデューサー・監督 ジョージ・パル
- スーパーマン (Superman) - フライシャー・スタジオ - プロデューサー マックス・フライシャー - 監督 デイブ・フライシャー
- ドナルドのずる休み (Truant Officer Donald)ドナルドダックシリーズ - ウォルト・ディズニー・ピクチャーズ - プロデューサー ウォルト・ディズニー - 監督 ジャック・キング(Jack King)

第15回アカデミー賞（1942年）
- 総統の顔 (Der Fuehrer's Face) ドナルドダックシリーズ- ウォルト・ディズニー・ピクチャーズ - プロデューサー ウォルト・ディズニー - 監督 ジャック・キニー
- All Out for 'V' - Terrytoons - プロデューサー ポール・テリー - 監督 マニー・デイヴィス
- うそつき狼 (Blitz Wolf) - メトロ・ゴールドウィン・メイヤー -プロデューサー フレッド・クインビー - 監督 テックス・アヴェリー
- Juke Box Jamboree - ウォルター・ランツ・プロダクションズ - プロデューサー ウォルター・ランツ - 監督 アレックス・ロヴィー
- 子ブタのポルカ (Pigs in a Polka)メリー・メロディズ - ワーナー・ブラザース - プロデューサー レオン・シュレジンジャー - 監督 フリッツ・フレレング
- Tulips Shall Grow - パラマウント映画, ジョージ・パル・プロダクションズ - プロデューサー・監督 ジョージ・パル

第16回アカデミー賞（1943年）
- 勝利は我に (Yankee Doodle Mouse)、トムとジェリー - メトロ・ゴールドウィン・メイヤー - プロデューサー フレッド・クインビー - 監督 ジョセフ・バーベラ、ウィリアム・ハンナ
- The Dizzy Acrobat ウッディー・ウッドペッカー- ウォルター・ランツ・プロダクションズ - プロデューサー ウォルター・ランツ - 監督 アレックス・ロヴィー
- ふしぎな500のぼうし - パラマウント映画 - 監督 ジョージ・パル
- Greetings Bait -ルーニーテューンズ- ワーナー・ブラザース -プロデューサー レオン・シュレジンジャー - 監督　フリッツ・フレレング
- Imagination - コロムビア映画協力、スクリーン・ジェムズ -プロデューサー デイブ・フライシャー - 監督 ボブ・ウィッカーシャム
- 理性と感情 (Reason and Emotion) - ウォルト・ディズニー・ピクチャーズ - プロデューサー ウォルト・ディズニー - 監督 ビル・ロバーツ

第17回アカデミー賞（1944年）
- ネズミ取り必勝法 (Mouse Trouble)、トムとジェリー) - メトロ・ゴールドウィン・メイヤー - フレッド・クインビー プロデューサー - 監督 ジョセフ・バーベラ、ウィリアム・ハンナ
- マルベリーどおりのふしぎなできごと - パラマウント映画 (Puppetoon) - 監督 ジョージ・パル
- Dog, Cat and Canary - コロムビア映画、スクリーン・ジェムズ - プロデューサー レイモンド・カッツ - 監督 ハワード・スウィフト
- Fish Fry -アンディ・パンダ- ウォルター・ランツ・プロダクションズ - プロデューサー ウォルター・ランツ - 監督 Shamus Culhane
- グーフィーのアメリカンフットボール教室 (How to Play Football) グーフィーシリーズ- ウォルト・ディズニー・プロダクションズ - プロデューサー ウォルト・ディズニー - 監督 ジャック・キニー
- My Boy, Johnny - Terrytoons、プロデューサー ポール・テリー - 監督 エディ・ドネリー
- ポーキーのたまご工場（Swooner  Croones）ルーニーテューンズ - レオン・シュレジンジャー・スタジオ, ワーナー・ブラザース - プロデューサー レオン・シュレジンジャー - 監督 フランク・タシュリン

第18回アカデミー賞（1945年）
- ただいまお昼寝中 (Quiet Please!)、トムとジェリー) - メトロ・ゴールドウィン・メイヤー - プロデューサー フレッド・クインビー - 監督 ジョセフ・バーベラ、ウィリアム・ハンナ
- ドナルドの罪の償い (Donald's Crime)ドナルドダックシリーズ - ウォルト・ディズニー・プロダクションズ - プロデューサー ウォルト・ディズニー - 監督 ジャック・キング
- Jasper and the Beanstalkパラマウント (Jasper Puppetoon) - プロデューサー、監督 ジョージ・パル
- Life with Feathers -ルーニーテューンズ- ワーナー・ブラザース (Merrie Melodies - Sylvester & Tweety) - プロデューサー エドワード・セルツァー - 監督 フリッツ・フレレング
- Mighty Mouse in Gypsy Life -マイティ・マウス- Terrytoon - プロデューサー ポール・テリー - 監督 コニー・ラジンスキー
- Poet and Peasant -アンディ・パンダ- ウォルター・ランツ・プロダクションズ - プロデューサー ウォルター・ランツ - 監督 ディック・ランディー
- Rippling Romance - コロムビア映画, Screen Gems Inc. (Color Rhapsodies) - プロデューサー レイモンド・カッツ - 監督 ボブ・ウィッカーシャム

第19回アカデミー賞（1946年）
- ピアノ・コンサート (The Cat Concerto)、トムとジェリー) - メトロ・ゴールドウィン・メイヤー- プロデューサー フレッド・クインビー - 監督 ジョセフ・バーベラ、ウィリアム・ハンナ
- Musical Moments from Chopin -ウッディ-・ウッドペッカー、アンディ・パンダ- Universal Pictures, ウォルター・ランツ・プロダクションズ (Musical Miniatures) - プロデューサー ウォルター・ランツ - 監督 ディック・ランディ
- John Henry and the Inky-Poo - ジョージ・パル・プロダクションズ, パラマウント映画 (Puppetoon) - 監督 ジョージ・パル
- リスの山小屋合戦 (Squatter's Rights) プルートシリーズ- ウォルト・ディズニー・ピクチャーズ (ミッキーマウス) - プロデューサー ウォルト・ディズニー - 監督 ジャック・ハンナ
- かわいい子には旅を (Walky Talky Hawky) - ワーナー・ブラザース (Merrie Melodies) - プロデューサー エドワード・セルツァー - 監督 ロバート・マッキンソン

第20回アカデミー賞（1947年）
- 部屋の中で大バトル (Tweetie Pie)ルーニーテューンズ - ワーナー・ブラザース (Merrie Melodies) - プロデューサー エドワード・セルツァー - 監督 フリッツ・フレレング
- リスの住宅難 (Chip an' Dale) ドナルドダックシリーズ- ウォルト・ディズニー・ピクチャーズ (Donald Duck, Chip 'n Dale) - プロデューサー ウォルト・ディズニー - 監督 ジャック・ハンナ
- あべこべ物語 (Dr. Jekyll and Mr. Mouse)、トムとジェリー) - メトロ・ゴールドウィン・メイヤー - プロデューサー フレッド・クインビー - 監督 ジョセフ・バーベラ, ウィリアム・ハンナ
- プルートは歌がお好き (Pluto's Blue Note) プルートシリーズ- ウォルト・ディズニー・ピクチャーズ (Pluto) - プロデューサー ウォルト・ディズニー - 監督 チャールズ・A・ニコルズ
- Tubby the Tuba - Paramount (Puppetoon) - プロデューサー、監督 ジョージ・パル

第21回アカデミー賞（1948年）
- 台所戦争 (The Little Orphan)、トムとジェリー) - メトロ・ゴールドウィン・メイヤー - プロデューサー フレッド・クインビー - 監督 ジョセフ・バーベラ、ウィリアム・ハンナ
- ミッキーとあざらし (Mickey and the Seal)ミッキーシリーズ - ウォルト・ディズニー・ピクチャーズ (Mickey Mouse) - プロデューサー ウォルト・ディズニー、ジョン・サザーランド - 監督 チャールズ・A・ニコルズ
- Mouse Wreckers - ルーニー・テューンズ-ワーナー・ブラザース (Looney Tunes) - プロデューサー エドワード・セルツァー - 監督 チャック・ジョーンズ
- Robin Hoodlum - United Productions of America (Fox & Crow) - プロデューサー ジョン・ハブリー、レイモンド・カッツ - 監督 ジョン・ハブリー
- ドナルドのアリの王国 (Tea for Two Hundred)、ドナルドダックシリーズ-ウォルト・ディズニー・ピクチャーズ (ドナルド・ダック) - プロデューサー ウォルト・ディズニー - 監督 ジャック・ハンナ

第22回アカデミー賞（1949年）
- スカンクの恋 (For Scent-imental Reasons)、ルーニー・テューンズ - ワーナー・ブラザース - プロデューサー:エドワード・セルツァー  監督:チャック・ジョーンズ
- いたずらきつつき (Hatch Up Your Troubles)、トムとジェリー - メトロ・ゴールドウィン・メイヤー - フレッド・クインビー、監督:ウィリアム・ハンナ、ジョセフ・バーベラ
- Magic Fluke - United Productions of America, Columbia (Fox & Crow) - スティーブン・ボサストー
- リスのおもちゃ合戦 (Toy Tinkers) - Disney-RKO Radio (Donald Duck)-ドナルドダックシリーズ - ウォルト・ディズニー

### 1950年代
第23回アカデミー賞（1950年）
- Gerald McBoing-Boing - ユナイテッド・プロダクションズ・オブ・アメリカ、コロムビア (Jolly Frolics Series) - スティーブン・ボサストー
- ごきげんないとこ (Jerry's Cousin)、トムとジェリー - メトロ・ゴールドウィン・メイヤー - プロデューサー:フレッド・クインビー 監督:ウィリアム・ハンナ、ジョセフ・バーベラ
- Trouble Indemnity -近眼マグー- ユナイテッド・プロダクションズ・オブ・アメリカ、コロムビア (Mr. Magoo Series) - スティーブン・ボサストー

第24回アカデミー賞（1951年）
- パーティ荒し (The Two Mouseketeers)、トムとジェリー) - メトロ・ゴールドウィン・メイヤー - プロデューサー:フレッド・クインビー 監督:ウィリアム・ハンナ、ジョセフ・バーベラ
- 優しきライオン・ランバート (Lambert, The Sheepish Lion)スペシャルシリーズ - ウォルト・ディズニー・プロダクション/RKO(Special) - ウォルト・ディズニー
- Rooty Toot Toot - ユナイテッド・プロダクションズ・オブ・アメリカ、コロムビア (Jolly Frolics) - スティーブン・ボサストー

第25回アカデミー賞（1952年）
- ワルツの王様 (Johann Mouse)、トムとジェリー) - メトロ・ゴールドウィン・メイヤー - プロデューサー:フレッド・クインビー 監督:ウィリアム・ハンナ、ジョセフ・バーベラ
- ぼくはジェット機 (Little Johnny Jet) - メトロ・ゴールドウィン・メイヤー - フレッド・クインビー
- Madeline - ユナイテッド・プロダクションズ・オブ・アメリカ、コロムビア (Jolly Frolics Series) - スティーブン・ボサストー
- Pink and Blue Blues -近眼マグー- ユナイテッド・プロダクションズ・オブ・アメリカ、コロムビア (Mr. Magoo Series) - スティーブン・ボサストー
- The Romance of Transportation in Canada - カナダ国立映画制作庁 - Tom Daly

第26回アカデミー賞（1953年）
- プカドン交響楽 (Toot, Whistle, Plunk and Boom)スペシャルシリーズ) - ディズニー、ブエナビスタ (Special Music Series) - ウォルト・ディズニー
- Christopher Crumpet - ユナイテッド・プロダクションズ・オブ・アメリカ、コロムビア (Jolly Frolics Series) - スティーブン・ボサストー
- 眠りの国のラルフ (From A to Z-Z-Z-Z) - ルーニー・テューンズ - ワーナー・ブラザース - プロデューサー:エドワード・セルツァー 監督:チャック・ジョーンズ
- クマの命びろい (Rugged Bear、『クマ公の命びろい』の別題あり) ドナルドダックシリーズ- ウォルト・ディズニー・プロダクション/RKO  - ウォルト・ディズニー
- The Tell-Tale Heart - ユナイテッド・プロダクションズ・オブ・アメリカ、コロムビア (UPA Cartoon Special) - スティーブン・ボサストー

第27回アカデミー賞（1954年）
- When Magoo Flew 近眼マグー- ユナイテッド・プロダクションズ・オブ・アメリカ、コロムビア - スティーブン・ボサストー
- あべこべ騒動 (Crazy Mixed Up Pup) - ランツ・プロダクションズ、ユニバーサル＝インターナショナル - ウォルター・ランツ
- ブタはブタ (Pigs Is Pigs、『豚はブタ』の別題あり)-スペシャルシリーズ - ディズニー、RKO Radio - ウォルト・ディズニー
- ネコの海岸物語 (Sandy Claws) - ルーニー・テューンズ - ワーナー・ブラザース - プロデューサー:エドワード・セルツァー 監督:フリズ・フレレング
- 武士道はつらい (Touche, Pussy Cat!)、トムとジェリー - メトロ・ゴールドウィン・メイヤー - プロデューサー:フレッド・クインビー 監督:ウィリアム・ハンナ、ジョセフ・バーベラ

第28回アカデミー賞（1955年）
- チーズはいただき (Speedy Gonzales) - メリー・メロディーズ - ワーナー・ブラザース - プロデューサー:エドワード・セルツァー 監督:フリズ・フレレング
- 人々に安らぎを (Good Will to Men) - メトロ・ゴールドウィン・メイヤー - フレッド・クインビー、ウィリアム・ハンナ、ジョセフ・バーベラ
- 北海の子守唄 (The Legend of Rockabye Point) チリー・ウィリー- ランツ、ユニバーサル＝インターナショナル - ウォルター・ランツ
- ドナルドの猟はつらいよ (No Hunting)ドナルドダックシリーズ - ディズニー、RKO Radio - ウォルト・ディズニー

第29回アカデミー賞（1956年）
- Magoo's Puddle Jumper -近眼マグー- ユナイテッド・プロダクションズ・オブ・アメリカ、コロムビア - スティーブン・ボサストー
- Gerald McBoing-Boing on Planet Moo - ユナイテッド・プロダクションズ・オブ・アメリカ、コロムビア- スティーブン・ボサストー
- The Jaywalker - ユナイテッド・プロダクションズ・オブ・アメリカ、コロムビア - スティーブン・ボサストー

第30回アカデミー賞（1957年）
- 鳥中毒撲滅協会 (Birds Anonymous) - メリー・メロディーズ - ワーナー・ブラザース - プロデューサー:エドワード・セルツァー 監督:フリズ・フレレング
- 竜退治 (One Droopy Knight) ドルーピー- メトロ・ゴールドウィン・メイヤー - ウィリアム・ハンナとジョセフ・バーベラ
- 酔っぱらちゃった (Tabasco Road) - ルーニー・テューンズ - ワーナー・ブラザース - プロデューサー:エドワード・セルツァー 監督:ロバート・マッキムソン
- Trees and Jamaica Daddy - ユナイテッド・プロダクションズ・オブ・アメリカ、コロムビア- スティーブン・ボサストー
- マザーグースのうた (The Truth About Mother Goose) - ディズニー、ブエナビスタ - ウォルト・ディズニー

第31回アカデミー賞（1958年）
- 歌う剣を取り戻せ (Knighty Knight Bugs) - ルーニー・テューンズ - ワーナー・ブラザース - フリッツ・フレレング　ジョン・W・バートン
- ポール・バニャン巨人伝説 (Paul Bunyan) - ディズニー、ブエナビスタ - ウォルト・ディズニー
- Sidney's Family Tree - テリー・トゥーン, 20世紀FOX - William M. Weiss

第32回アカデミー賞（1959年）
- Moonbird - Storyboard-Harrison - ジョン・ハブリー、フェイス・ハブリー
- オツムで勝負 (Mexicali Shmoes) - ルーニー・テューンズ - ワーナー・ブラザース - ジョン・W・バートン
- ノアの箱船(Noah's Ark)-スペシャルシリーズ - ディズニー、ブエナビスタ - ウォルト・ディズニー
- The Violinist - Pintoff Prods., Kingsley International - アーネスト・ピトフ

### 1960年代
第33回アカデミー賞（1960年）
- Munro - ウィリアム・L・シンダー
- 豆象の冒険 (Goliath II、『豆ぞうの冒険』等の別題あり) - ウォルト・ディズニー
- ドレミなへべれけ (High Note)ルーニーテューンズ - チャック・ジョーンズ
- 仲良しはライバル!?（Mouse and Garden）ルーニーテューンズ - ワーナー・ブラザース
- A Place in the Sun - Frantisek Vystrecil

第34回アカデミー賞（1961年）
- Ersatz - ザグレブ・フィルム、Herts-Lion International Corp.
- グーフィーの水上スキー (Aquamania)-グーフィーシリーズ - ウォルト・ディズニー
- 仕掛けは充分（Beep Prepared）ルーニーテューンズ- チャック・ジョーンズ
- Nelly's Folly -ルーニーテューンズ- チャック・ジョーンズ
- グアダルーペの笛吹き男 (The Pied Piper of Guadalupe)ルーニーテューンズ - フリッツ・フリーレング

第35回アカデミー賞（1962年）
- The Hole - ジョン・ハブレー、フェイス・ハブレー
- Icarus Montgolfier Wright - ジュールス・エンゲル
- Now Hear This -ルーニーテューンズ- ワーナー・ブラザース
- Self Defense - for Cowards - ウィリアム・L・シンダー
- ポピュラーソング・シンポジウム (A Symposium on Popular Songs) - ウォルト・ディズニー

第36回アカデミー賞（1963年）
- The Critic -アーネスト・ピントフ
- Automania 2000 - ジョン・ハラス
- The Game - ドゥシャン・ブコティチ
- My Financial Career - コリン・ロウ、トム・ダリー
- Pianissimo - カルメン・ダヴィノ

第37回アカデミー賞（1964年）
- ピンク騒動 (The Pink Phink) ピンク・パンサー- デイヴィッド・H・デパティ、フリッツ・フリーレング
- Christmas Cracker - National Film Board of Canada、Favorite Films of California
- How to Avoid Friendship - ウィリアム・L・シンダー
- Nudnik No. 2 - ウィリアム・L・シンダー

第38回アカデミー賞（1965年）
- 点と線 - チャック・ジョーンズ、レス・ゴールドマン
- Clay or the Origin of Species - エリオット・ノイス・Jr.
- The Thieving Magpie (La Gazza Ladra) - エマニュエーレ・ルザッティ

第39回アカデミー賞（1966年）
- A Herb Alpert and the Tijuana Brass Double Feature - ジョン・ハブレー、フェイス・ハブレー
- The Drag - ウォルフ・コーニング、ロバート・ヴァレル
- The Pink Blueprint - デイヴィッド・H・デパティ、フリッツ・フリーレング

第40回アカデミー賞（1967年）
- The Box - フレッド・ウォルフ
- Hypothese Beta - ジャン＝シャルル・ムーニエ
- What on Earth! - ウォルフ・コーニング、ロバート・ヴァレル

第41回アカデミー賞（1968年）
- プーさんと大あらし (Winnie the Pooh and the Blustery Day)くまのプーさん - ウォルト・ディズニー
- The House That Jack Built - ウォルフ・コーニング、ジム・マッケイ
- The Magic Pear Tree - ジミー・ムラカミ
- Windy Day - ジョン・ハブレー、フェイス・ハブレー

第42回アカデミー賞（1969年）
- トリはタフなり (It's Tough to Be a Bird)スペシャルシリーズ - ワード・キンボール
- Of Men and Demons - ジョン・ハブレー、フェイス・ハブレー
- Walking - ライアン・ラーキン

### 1970年代
第43回アカデミー賞（1970年）
- Is It Always Right to Be Right? - Nick Bosustow
- The Further Adventures of Uncle Sam - ロバート・ミッチェル、デイル・ケース
- The Shepherd - キャメロン・ゲス

第44回アカデミー賞（1971年）
Short Subjects (Animated Films)に名称変更
- The Crunch Bird - Ted Petok
- Evolution - マイケル・ミルズ
- The Selfish Giant - ピーター・サンダー、マリー・ショストック

第45回アカデミー賞（1972年）
- A Christmas Carol - リチャード・ウィリアムズ
- Kama Sutra Rides Again - ボブ・ゴドフレイ
- Tup Tup - ネデリコ・ドラギチ

第46回アカデミー賞（1973年）
- フランク・フィルム (Frank Film) - フランク・モーリス
- The Legend of John Henry - Nick Bosustow、デイヴィッド・アダムス
- Pulcinella - エマニュエーレ・ルザッティ、ジュリオ・ジャニーニ

第47回アカデミー賞（1974年）
Short Films (Animated Films)に名称変更
- 月曜休館 - ウィル・ヴィントン、ジェームズ・ロビンス・ガードナー
- The Family That Dwelt Apart - イヴォン・マレッテ、ロバート・ヴァレル
- 餓鬼 (Hunger) - ピーター・フォールズ、ルネ・ジョドワン
- Voyage to Next - ジョン・ハブリー、フェイス・ハブリー
- プーさんとティガー (Winnie the Pooh and Tigger Too)くまのプーさん - ウォルフガング・ライザーマン

第48回アカデミー賞（1975年）
- Great - ボブ・ゴドフレイ
- Kick Me - ロバート・スワース
- Monsieur Pointu - ルネ・ジョドワン、Bernard Longpre、アンドレ・レデュック
- Sisyphus - Marcell Jankovics

第49回アカデミー賞（1976年）
- Leisure - スザンヌ・ベイカー
- Dedalo - マンフレッド・マンフレディ
- The Street - キャロライン・リーフ、ガイ・グローヴァー

第50回アカデミー賞（1977年）
- 砂の城 (Le chateau de sable) - コ・ホードマン
- ビーズ・ゲーム (The Bead Game) - イシュ・ペタル
- The Doonesbury Special - ジョン・ハブリー、フェイス・ハブリー、ゲイリー・ハブリー
- Jimmy the C - ジェームズ・ピッカー、ロバート・グロスマン、クレイグ・ウィテカー

第51回アカデミー賞（1978年）
- 特別な配達 (Special Delivery) - ユーニス・マコーー、ジョン・ウェルドン
- Oh My Darling - ニコ・クラマ
- Rip Van Winkle - ウィル・ヴィントン

第52回アカデミー賞（1979年）
- Every Child - デレク・ラム
- Dream Doll - ボブ・ゴドフレイ、Zlatko Grgic
- It's so Nice to Have a Wolf Around the House - Paul Fierlinger

### 1980年代
第53回アカデミー賞（1980年）
- ハエ - フレンツ・ロシェフ
- トゥ・リエン (All Nothing) - フレデリック・バック
- History of the World in Three Minutes Flat - マイケル・マイルズ

第54回アカデミー賞（1981年）
- クラック! (Crac) - フレデリック・バック
- The Creation - ウィル・ヴィントン
- The Tender Tale of Cinderella Penguin - ジャネット・パールマン

第55回アカデミー賞（1982年）
- タンゴ (Tango) - ズビグニュー・リプチンスキー
- The Great Cognito - ウィル・ヴィントン
- スノーマン - ジョン・コーテス

第56回アカデミー賞（1983年）
- Sundae in New York - ジミー・ピッカー
- ミッキーのクリスマスキャロル -ミッキーマウスシリーズ- バーニー・マティンソン
- Sound of Sunshine - Sound of Rain - エダ・ハリナン

第57回アカデミー賞（1984年）
- Charade - ジョン・ミニス
- Doctor Desoto - モートン・シンデル、マイケル・スポーン
- パラダイス (Paradise) - イシュ・パテル

第58回アカデミー賞（1985年）
- Anna & Bella - ボルゲ・リング
- The Big Snit - リチャード・コンディ、マイケル・スコット
- Second Class Mail - アリソン・スノーデン

第59回アカデミー賞（1986年）
- A Greek Tragedy - リンダ・ヴァン・テュルデン、Willem Thijsen
- The Frog, The Dog and The Devil - ヒュー・マクドナルド、マーティン・タウンゼント
- ルクソーJr. (Luxo Jr.) - ジョン・ラセター、ウィリアム・リーヴス

第60回アカデミー賞（1987年）
- 木を植えた男 (L'Homme qui plantait des arbres) - フレデリック・バック
- ジョージ・アンド・ローズマリー (George and Rosemary) - ユーニス・マコーレー
- 君の顔 (Your Face) - ビル・プリンプトン

第61回アカデミー賞（1988年）
- ティン・トイ (Tin Toy) - ジョン・ラセター
- 猫帰る (The Cat Came Back) - コーデル・ベイカー
- Technological Threat - ビル・クロイアー

第62回アカデミー賞（1989年）
- バランス (Balance) - ウォルフガング・ロイエンシュタイン、クリストフ・ロイエンシュタイン
- 丘の農家 (The Hill Farm) - マーク・ベイカー
- 雌牛 (Корова) - アレクサンドル・ペトロフ

### 1990年代
第63回アカデミー賞（1990年）
- 快適な生活〜ぼくらはみんないきている〜 (Creature Comforts) - ニック・パーク
- チーズ・ホリデー (A Grand Day Out) --ウォレスとグルミット- ニック・パーク
- バッタ (Grasshoppers) - ブルーノ・ボツェット

第64回アカデミー賞（1991年）
- Manipulation - Daniel Greaves
- Blackfly - National Film Board of Canada、クリストファー・ヒントン
- ストリングス (strings) - National Film Board of Canada、ウェンディ・ティルビー

第65回アカデミー賞（1992年）
- Mona Lisa Descending a Staircase - ジョーン・C・グラッツ
- アダム (Adam) - ピーター・ロード
- ことば、ことば、ことば (Reci, Reci, Reci...) - ミカエラ・パヴラトヴァ
- サンドマン (The Sandman) - ポール・ベリー
- Screen Play - バリー・パーヴェン

第66回アカデミー賞（1993年）
- ペンギンに気をつけろ!（The Wrong Trousers） ウォレスとグルミット- ニック・パーク
- Blindscape - スティーブン・パルマー
- 大いなる河の流れ (The Mighty River) - フレデリック・ベック、ヒューバート・ティソン
- Small Talk - ボブ・ゴドフレイ、ケヴィン・ボールドウィン
- ヴィレッジ (The Village) - マーク・ベイカー

第67回アカデミー賞（1994年）
- ボブの誕生日 (Bob's Birthday - National Film Board of Canada、アリソン・スノーデン、デヴィッド・ファイン
- The Big Story - ティム・ウィット、デイヴィッド・ストーンテン
- The Janitor - ヴァネッサ・シュワルツ
- お坊さんと魚 (Le Moine et le poisson) - マイケル・デュドク・ドゥ・ヴィット
- Triangle - エリカ・ラッセル

第68回アカデミー賞（1995年）
- ウォレスとグルミット 危機一髪! (A Close Shave)-ウォレスとグルミット - ニック・パーク
- The Chicken from Outer Space - ジョン・ディルワース
- The End - クリス・ランドレス、ロビン・バーガー
- ガガーリン (Gagarin) - アレクセイ・カリティディ
- ミッキーのアルバイトは危機一髪 (Runaway Brain) ミッキーマウスシリーズ- クリス・ベイリー

第69回アカデミー賞（1996年）
- クエスト (Quest) - タイロン・モンゴメリー、トーマス・ステルマック
- Canhead - ティモシー・ヒッテル
- ラ・サラ (La Salla) - National Film Board of Canada、リチャード・コンディ
- どっちが豚!? (Wat's Pig) - ピーター・ロード

第70回アカデミー賞（1997年）
- ゲーリーじいさんのチェス (Geri's Game) - ヤン・ピンカヴァ
- Famous Fred - ジョアンナ・クイン
- 水の精 -マーメイド- (Русалка) - アレクサンドル・ペトロフ
- Redux Riding Hood - スティーヴ・ムーア
- 老婦人とハト (La Vieille Dame et les Pigeons) - シルヴァン・ショメ

第71回アカデミー賞（1998年）
- バニー (Bunny) - クリス・ウェッジ
- The Canterbury Tales - クリストファー・グレイス、ジョナサン・マーソン
- Jolly Roger - マーク・ベイカー
- More - マーク・オズボーン、スティーヴィン・B・カラファ
- When Life Departs - Karsten Kiilerich、Stefan Fjeldmark

第72回アカデミー賞（1999年）
- 老人と海 (The Old Man and the Sea) - アレクサンドル・ペトロフ
- 3人のおとめ (3 Misses) - ポール・ドレッセン
- Humdrum - ピーター・ピーク
- 王様のシャツにアイロンをかけたのは私の祖母 (My Grandmother Ironed the King's Shirts) - National Film Board of Canada、トリル・コーヴ
- ある一日のはじまり (When the Day Breaks) - National Film Board of Canada、ウェンディ・ティルビー、アマンダ・フォービス

### 2000年代
第73回アカデミー賞（2000年）
- 岸辺のふたり (Father and Daughter) - マイケル・デュドク・ドゥ・ヴィット
- 鬘職人の日記 (Periwig Maker) - ステガン・シャフラー、アネット・シャフラー
- リジェクテッド - ドン・ハーツフェルト

第74回アカデミー賞（2001年）
- フォー・ザ・バーズ (For the Birds) - ラルフ・エグルストン
- Fifty Percent Grey - ルアイリ・ロビンソン、シーマス・バーンズ
- Give Up Yer Aul Sins - キャサル・ギャフニ、ダラッグ・オコンネル
- Strange Invaders - コーデル・バーカー - National Film Board of Canada
- Stubble Trouble - ジョセフ・E・メリデス

第75回アカデミー賞（2002年）
- チャブチャブズ (The ChubbChubbs!) - ジャッキー・バーンブルック、エリック・アームストロング、ジェフ・ウォルヴァートン
- Katedra (Katedra (The Cathedral)) - トメック・バジンスキ
- マイクとサリーの新車でGO!-モンスターズ・インク - ピート・ドクター、ロジャー・グールド
- 頭山 (Mt. Head) - 山村浩二
- 岩のつぶやき (Das Rad) - クリス・ステナー、ハイディ・ヴィトリンゲル

第76回アカデミー賞（2003年）
- ハーヴィー・クランペット (Harvie Krumpet) - アダム・エリオット
- バウンディン - クリス・ヒントン
- どんぐりとスクラット - クリス・ウェッジ
- Nibbles - キャロル・サルダンハ、ジョン・C・ドンキン
- Destino - ドミニク・モンフェリー、ロイ・エドワード・ディズニー

第77回アカデミー賞（2004年）
- RYAN ［ライアン］ (Ryan) - クリス・ランドレス - National Film Board of Canada 共同制作
- Birthday Boy - パク・セジョン、アンドリュー・グレゴリー
- プレーリードッグは骨折り損 (Gopher Broke) - ジェフ・ファウラー、トム・ミラー
- Guard Dog - ビル・プリンプトン
- Lorenzo - マイク・ガブリエル、ベイカー・ブラッドワース

第78回アカデミー賞（2005年）
- The Moon and the Son: An Imagined Conversation - ジョン・カンメーカー
- アナグマ (Badgered) - シャロン・コールマン
- ジャスパー・モレロの冒険 (The Mysterious Geographic Explorations of Jasper Morello) - アンソニー・ルーカス
- 9 〜9番目の奇妙な人形〜 - ショーン・エーカー
- ワン・マン・バンド (One Man Band) - アンドリュー・ジメネス、マーク・アンドリュース

第79回アカデミー賞（2006年）
- デンマークの詩人 (The Danish Poet) - トリル・コーヴ
- リフテッド (Lifted) - ゲイリー・ライドストロム
- マッチ売りの少女 (The Little Matchgirl) - ロジャー・アレーズ、ドン・ハーン
- マエストロ (Maestro) - ギゾ・M・トート
- 熱血どんぐりハンター! - クリス・ルノー、マイケル・サーメイヤー

第80回アカデミー賞（2007年）
- ピーターと狼 (Peter & the Wolf) - スージー・テンプルトン、ヒュー・ウェルチマン
- Even Pigeons Go to Heaven (Meme les pigeons vont au paradis) - Samuel Tourneux, Simon Vanesse
- セイウチと出会う (I Met the Walrus) - ジョシュ・ラスキン
- マダム・トゥトリ・プトリ (Madame Tutli-Putli) - Chris Lavis, Maciek Szczerbowski
- 春のめざめ (Моя любовь) - アレクサンドル・ペトロフ

第81回アカデミー賞（2008年）
- つみきのいえ (La Maison en Petits Cubes) - 加藤久仁生
- Lavatory - Lovestory - コンスタンティン・ブロンジェット
- Oktapodi - Emud Mokhberi and Thierry Marchand
- マジシャン・プレスト (Presto) - ダグ・スウィートランド
- This Way Up - アラン・スミス、アダム・フォークス

第82回アカデミー賞（2009年）
- Logorama (Logorama) - ニコラス・シュメルキン
- オグリムおばあちゃんの眠りの森の美女 (Granny O'Grimm's Sleeping Beauty) - ニッキー・フェラ
- フレンチ・ロースト (French Roast) - ファブリス・O・ジョウバート
- ザ・レディー&ザ・リーパー (La dama y la muerte) - ハビエル・レチオ・ガルシア
- ウォレスとグルミット ベーカリー街の悪夢 (A Matter of Loaf and Death)- ウォレスとグルミット- ニック・パーク

### 2010年代
| 年                                                 | 作品                                                         | 候補者 |
| -------------------------------------------------- | ------------------------------------------------------------ | ------ |
| 2010 (第83回)                                      |                                                              |        |
| 落としもの                                         | アンドリュー・ルヘマン、ショーン・タン                       |        |
| デイ&ナイト                                        | テディ・ニュートン                                           |        |
| グラファロ もりでいちばんつよいのは?               | マックス・ラング、ジェイコブ・シュー                         |        |
| Let's Pollute                                      | ジーフィー・ボードー                                         |        |
| マダガスカルのトラベルノート                       | バスティアン・デュボア                                       |        |
| 2011 (第84回)                                      |                                                              |        |
| モリス・レスモアとふしぎな空とぶ本                 | ウィリアム・ジョイス、ブランドン・オールデンバーグ           |        |
| 月と少年                                           | エンリコ・カサローザ                                         |        |
| A Morning Stroll                                   | スー・ゴフ、グラント・オーチャード                           |        |
| サンデイ                                           | パトリック・ドヨン                                           |        |
| ワイルドライフ                                     | アマンダ・フォービス、ウェンディ・ティルビー                 |        |
| 2012 (第85回)                                      |                                                              |        |
| 紙ひこうき                                         | ジョン・カース                                               |        |
| Adam and Dog                                       | ミンキュ・リー                                               |        |
| Fresh Guacamole                                    | PES                                                          |        |
| 真逆のふたり                                       | フォーラ・クローニン・オライリー、ティモシー・レッカート     |        |
| マギーの託児所大作戦                               | デヴィッド・シルヴァーマン                                   |        |
| 2013 (第86回)                                      |                                                              |        |
| ミスター・ウブロ                                   | ローラン・ヴィッツ、アレクサンドル・エスピガレス             |        |
| 野生の少年                                         | ダニエル・スーザ、ダン・ゴールデン                           |        |
| ミッキーのミニー救出大作戦(ミッキーマウスシリーズ) | ローレン・マクマラン、ドロシー・マッキム                     |        |
| 九十九                                             | 森田修平                                                     |        |
| まほうのほうき                                     | マックス・ラング、ヤン・ラハウアー                           |        |
| 2014 (第87回)                                      |                                                              |        |
| 愛犬とごちそう                                     | パトリック・オズボーン、クリスティーナ・リード               |        |
| ザ・ビガー・ピクチャー                             | デイジー・ジェイコブ、クリス・ヒーズ                         |        |
| ダム・キーパー                                     | ロバート・コンドウ、ダイス・ツツミ                           |        |
| Me and My Moulton                                  | トーリル・コーヴェ                                           |        |
| 人間の一生                                         | ヨーリス・オプリンズ                                         |        |
| 2015 (第88回)                                      |                                                              |        |
| ベア・ストーリー                                   | パト・エスカラ・ピエラルト、ガブリエル・オソリオ・ヴァルガス |        |
| Prologue                                           | イモージェン・サットン、リチャード・ウィリアムズ             |        |
| ボクのスーパーチーム                               | サンジェイ・パテル、ニコール・パラディス・グリンドル         |        |
| ウィ キャント リヴ ウィズアウト コスモス           | コンスタンティン・ブロンジット                               |        |
| 明日の世界                                         | ドン・ハーツフェルト                                         |        |
| 2016 (第89回)                                      |                                                              |        |
| ひな鳥の冒険                                       | アラン・バリラーロ、マーク・ソンドハイマー                   |        |
| 盲目のヴァイシャ                                   | セオドア・ウシェフ                                           |        |
| 与えられた時間                                     | アンドリュー・コーツ、ルー・ハム＝ハジ                       |        |
| Pear Cider and Cigarettes                          | カーラ・スペラー、ロバート・バレー                           |        |
| Pearl                                              | パトリック・オズボーン                                       |        |
| 2017 (第90回)                                      |                                                              |        |
| 親愛なるバスケットボール                           | グレン・キーン、コービー・ブライアント                       |        |
| ガーデンパーティー                                 | ビクター・ケア、ガブリエル・グラッペロン                     |        |
| LOU                                                | デイヴ・マリンズ、デイナ・マリー                             |        |
| ネガティヴ・スペース                               | ルー・クワハタ、マックス・ポーター                           |        |
| へそまがり昔話                                     | ジェイコブ・シュー、ヤン・ラハウアー                         |        |
| 2018 (第91回)                                      |                                                              |        |
| Bao                                                | ベッキー・ネイマン、ドミー・シー                             |        |
| Animal Behaviour                                   | デヴィッド・ファイン、アリソン・スノーデン                   |        |
| レイト・アフタヌーン                               | ルイーズ・バグナル、ヌリア・ゴンサレス・ブランコ             |        |
| One Small Step                                     | アンドリュー・チェスワース、ボビー・ポンティラス             |        |
| 週末に                                             | トレバー・ヒメネス                                           |        |
| 2019 (第92回)                                      |                                                              |        |
| ヘアー・ラブ                                       | マシュー・A・チェリー、カレン・ルパート・トリヴァー          |        |
| 娘                                                 | ダリア・カシュチェーヴァ                                     |        |
| 猫とピットブル                                     | キャスリン・ヘンドリクソン、ロサーナ・サリヴァン             |        |
| 忘れられない                                       | ブルーノ・コレット、ジャン・フランソワ・ル・カレ             |        |
| Sister                                             | ソン・スーチー                                               |        |

### 2020年代
| 年                                                            | 作品                                                   | 候補者 |
| ------------------------------------------------------------- | ------------------------------------------------------ | ------ |
| 2020/21 (第93回)                                              |                                                        |        |
| 愛してるって言っておくね                                      | ウィル・マコーマック、マイケル・ゴヴィア               |        |
| 夢追いウサギ                                                  | マデリン・シャラフィアン、マイケル・カパラ             |        |
| ゲニウス・ロキ                                                | エイドリアン・ミリガウ、アマリー・オヴィセ             |        |
| OPERA                                                         | エリック・オー                                         |        |
| Yes-People                                                    | ギスリ・ダリ・ハルドルソン、アルナル・グンナルソン     |        |
| 2021 (第94回)                                                 |                                                        |        |
| The Windshield Wiper                                          | アルベルト・ミエルゴ、レオ・サンチェス                 |        |
| Affairs of the Art                                            | ジョアンナ・クイン、レス・ミルズ                       |        |
| Bestia                                                        | ヒューゴ・コバルビアス、テボ・ディアス                 |        |
| ボクシングバレー                                              | アントン・ディアコフ                                   |        |
| ことりのロビン                                                | ダン・オジャリ、マイキー・プリーズ                     |        |
| 2022 (第95回)                                                 |                                                        |        |
| ぼく モグラ キツネ 馬                                         | チャーリー・マッケジー、マシュー・フロイド             |        |
| The Flying Sailor                                             | アマンダ・フォービス、ウエンディ・ティルビー           |        |
| 氷を売る親子                                                  | ジョアン・ゴンザレス、ブルーノ・カエターノ             |        |
| My Year of Dicks                                              | サラ・グンナスドッティル、パメラ・リボン               |        |
| An Ostrich Told Me the World Is Fake and I Think I Believe It | ラクラン・ペンドラゴン                                 |        |
| 2023（第96回）                                                |                                                        |        |
| War Is Over! Inspired by the Music of John & Yoko             | デイブ・マリンズ、ブラッド・ブッカー                   |        |
| Letter to a Pig                                               | タル・カンター、アミット・R・ギセルター                |        |
| Ninety-Five Senses                                            | ジャレッド・ヘス、ジャレッド・ヘス、ジェルーシャ・ヘス |        |
| Our Uniform                                                   | イェガネ・モガダム                                     |        |
| Pachyderme                                                    | ステファニー・クレマン、マーク・リアス                 |        |
| 2024（第97回）                                                |                                                        |        |
| イトスギの影の中で                                            | シリン・ソハニ、ホセイン・モラエミ                     |        |
| 美しき男たち                                                  | ニコラス・ケペンス、ブレヒト・ヴァン・エルスランデ     |        |
| あめだま                                                      | 西尾大介、鷲尾天                                       |        |
| フシギなフラつき                                              | ニナ・ガンツ、スティーネット・ボスクロッパー           |        |
| Yuck!                                                         | ロイック・エスプーシュ、ジュリエット・マルケ           |        |